# Poa tibetica
Poa tibetica är en gräsart som beskrevs av William Munro och Otto Stapf. Poa tibetica ingår i släktet gröen, och familjen gräs. Inga underarter finns listade i Catalogue of Life.